# Colonia Celina
Colonia Celina é uma junta de governo da província de Entre Ríos, na Argentina.